# Licencjat

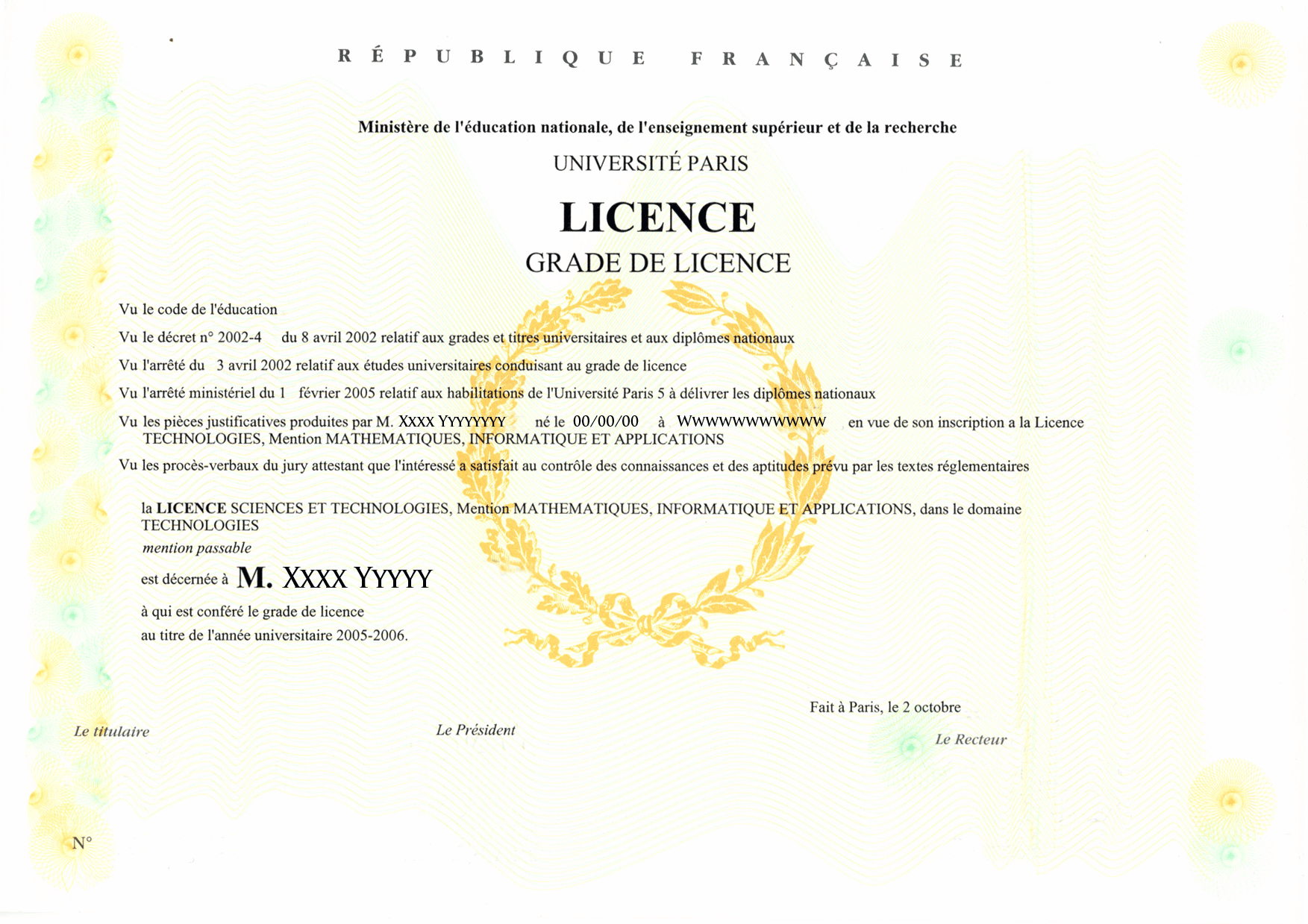
faksymile dyplomu licencji francuskiej

Licencjat (łac. licentiatus) – tytuł nadawany w systemach szkolnictwa wyższego wielu krajów.
W Polsce jest to tytuł zawodowy nadawany obecnie absolwentom studiów I stopnia; tytuł ten oznacza posiadanie wykształcenia wyższego. W Niemczech tytuł licencjat bywa używany m.in. na fakultetach ewangelicko-teologicznych, ma on tam jednak inne znaczenie niż w Polsce, jest bowiem równy tytułowi doktora. Podobne znaczenie tytuł ten ma także w wielu krajach skandynawskich, np. w Szwecji i Finlandii licencjat nadawany jest po 2 latach studiów doktoranckich, natomiast doktorat po czterech (można też zrezygnować z licencjatu). Z kolei w Belgii licencjat (licenciaat/liciencié) był przed wejściem w życie procesu bolońskiego tytułem przyznawanym absolwentom cztero- lub pięcioletnich studiów na uniwersytetach, czyli odpowiednikiem polskiego tytułu magistra.

## Bakałarz
Tytuł bakałarza jest także obecnie nadawany w krajach anglosaskich (ang. bachelor), Rosji (ros. бакалавр) i na Ukrainie. Nie odpowiada on licencjatowi (zawodowemu), ponieważ może wymagać 3–4 lat studiów, a nie 4-5 lat, jak w przypadku licencjatu. Historycznie to bakalaureat był pierwszym stopniem naukowym nadawanym przez uczelnie europejskie od XIII wieku. W dawnej Polsce było to także popularne określenie nauczyciela szkoły elementarnej.
W średniowieczu licencjat (łac. licentia docendi) uprawniał do wykładania na uniwersytecie. Do dziś, zgodnie z wielowiekową tradycją europejską, na wielu uczelniach m.in. teologicznych Kościoła katolickiego, licencjat to stopień pośredni między magistrem a doktorem. Posiadacz używa tytułu „mgr lic.”. Obecnie w Europie odchodzi jednak się od tradycyjnego nazewnictwa, w ramach procesu bolońskiego.

## Etymologia
W średniowiecznej łacinie baccalaureatus z baccalaureus (przemiana pod wpływem łac. bacca – jagoda i laureus – wawrzyn) starszy student. Bakałarz od baccalarius – rolnik dzierżawca, młody kancelista lub kleryk, starszy student.